# Rostraria (plant)
Rostraria is een plantengeslacht, dat behoort tot de grassenfamilie. De soorten komen van nature voor in Eurazië en Noord-Afrika;  één soort komt van nature voor in Zuid-Amerika.
De soorten worden soms ingedeeld in het geslacht Koeleria (fakkelgras).

## Soorten
Soorten:
- Rostraria azorica S.Hend. - Santa Maria op de Azoren
- Rostraria balansae (Coss. & Durieu) Holub - Algerije incl. Habibaseilanden
- Rostraria berythea (Boiss. & Blanche) Holub - Cyprus, Turkije, Libanon, Syrië, Irak, Iran, Palestina, Jordanië, Israël
- Rostraria clarkeana (Domin) Holub - Jammu en Kasjmir
- Rostraria cristata (Linn.) Tzvelev - Middellandse Zeegebied, Sahara en Zuidwest-Azië van Portugal + Kaapverdië tot het noorden van Indië
- Rostraria hispida (Savi) Dogan - Middellandse Zeegebied van Marokko + Corsica tot Turkije
- Rostraria litorea (All.) Holub - Middellandse Zeegebied van Marokko + Corsica tot Griekenland
- Rostraria obtusiflora (Boiss.) Holub - van Kreta tot Tadzjikistan
- Rostraria pumila (Desf.) Tzvelev[6] van Canarische Eilanden tot Pakistan
- Rostraria rohlfsii (Asch.) Holub - Sahara (Algerije, Tunesië, Libië, Tsjaad, Egypte)
- Rostraria salzmannii (Boiss.) Holub - Spanje, Marokko, Algerije, Tunesië, Libië
- Rostraria trachyantha (Phil.) Soreng - Peru, Chili

Vroeger inclusief:

zie: Avellinia Trisetaria
- Rostraria festucoides - Avellinia festucoides
- Rostraria laevis - Trisetaria panicea
- Rostraria neglecta - Trisetaria panicea
- Rostraria parviflora - Trisetaria parviflora

## Synoniemen
Synoniemen:
- Aegialina Schult.
- Lophochloa Reichb.
- Aegialitis Trin. 1820, illegitimate homonym not R.Br. 1810 (Plumbaginaceae)
- Aegialina Schult.
- Poarion Rchb.
- Lophochloa Rchb.
- Wilhelmsia K.Koch 1848, illegitimate homonym not Rchb. 1828 (Caryophyllaceae)
- Ktenosachne Steud.
- Parodiochloa A.M.Molina 1986, illegitimate homonym not C.E. Hubb. 1981 (Poaceae)
- Raimundochloa A.M.Molina
- Trisetum unranked Rostraria (Trin.) Trin.[7]